# Miss USA 2021
Miss USA 2021 fue la 70.ª edición del certamen Miss USA correspondiente al año 2021. Candidatas provenientes de los 50 estados del país y el Distrito de Columbia compitieron por el título. Al final del evento, Miss USA 2020 Asya Branch de Misisipi coronó a Elle Smith de Kentucky como su sucesora.
El 3 de diciembre todas las participantes lucieron sus trajes estatales la ganadora fue la representante de Tennessee, el traje ganador será representado en Miss Universo 2021.

## Resultados
| Posiciones        | Candidata |
| ----------------- | --- |
| Miss USA 2021     | - Kentucky - Elle Smith |

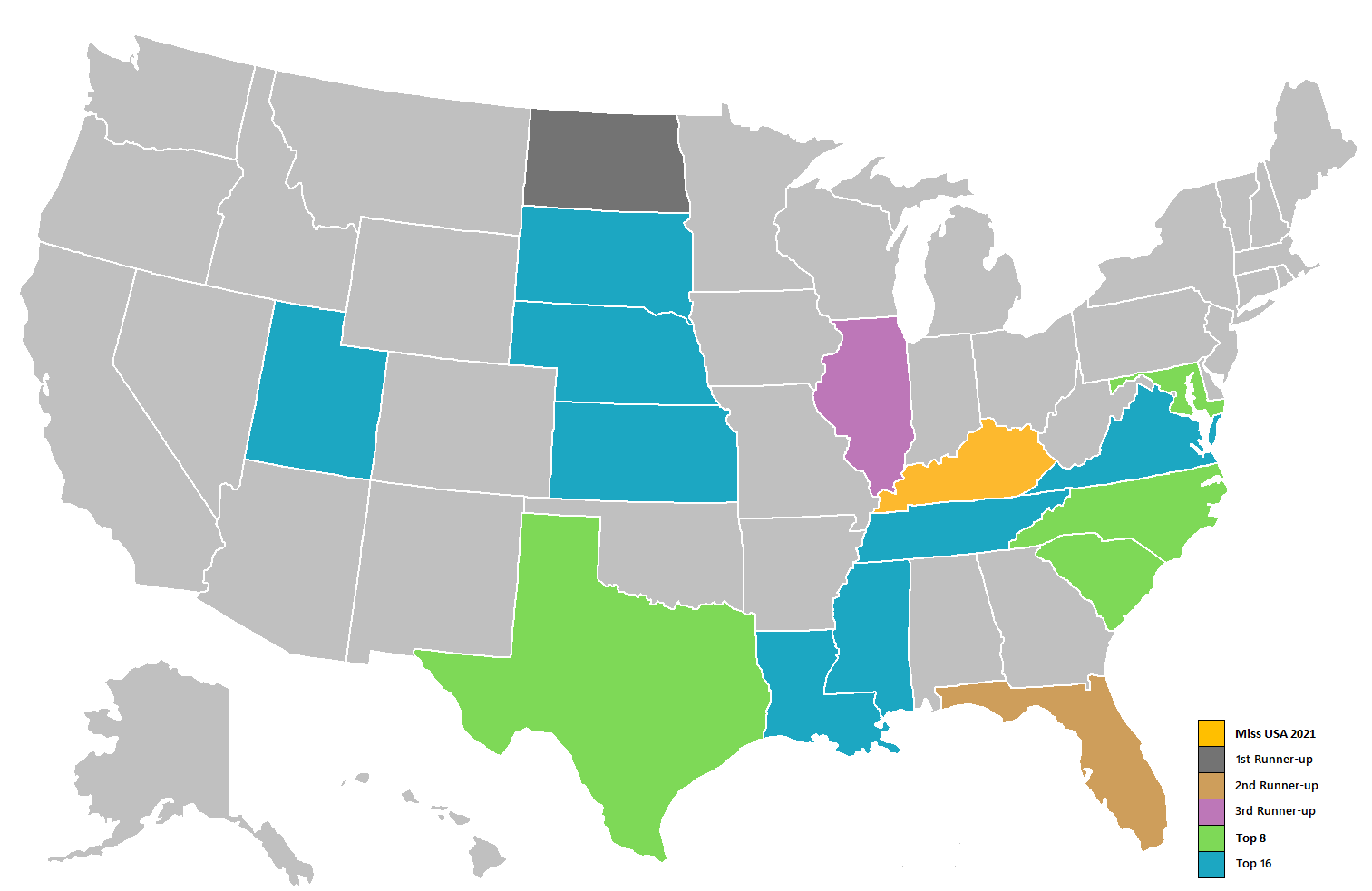
Resultados de Miss USA 2021.

| Primera finalista | - Dakota del Norte - Caitlyn Vogel |
| Segunda finalista | - Florida - Ashley Cariño |
| Tercera finalista | - Illinois - Sydni Dion Bennett |
| Top 8             | - Carolina del Norte - Madison Bryant - Carolina del Sur - Marley D'Lynn Stokes - Maryland - Layilah Nasser - Texas- Victoria Hinojosa |
| Top 16            | - Dakota del Sur - Caroline Pettey § - Kansas - Gracie Hunt - Luisiana - Tanya Lea Crowe - Misisipi - Bailey Mae Anderson - Nebraska - Erika Etzelmiller - Tennessee - Elizabeth Pistole - Utah - JessiKate Riley - Virginia - Christina Marie Thompson |

§ Votada en la Internet para completar el Top 16

## Relevancia histórica del concurso

### Resultados
- Kentucky gana por segunda vez el título. La última vez fue en 2006.
- Dakota del Norte obtiene el puesto de Primera Finalista por segunda vez. La última vez fue en 2014.
- Florida obtiene el puesto de Segunda Finalista por cuarta vez. La última vez fue en 1980.
- Illinois obtiene el puesto de Tercera Finalista por cuarta vez. La última vez fue en 2005.
- Illinois, Misisipi y Luisiana repiten clasificación a semifinales.
- Luisiana clasifica por tercer año consecutivo.
- Illinois y Misisipi clasifican por segundo año consecutivo.
- Carolina del Norte, Kansas, Maryland y Florida clasificaron por última vez en 2019.
- Dakota del Sur, Nebraska, Tennessee y Texas clasificaron por última vez en 2018.
- Carolina del Sur clasificó por última vez en 2017.
- Virginia clasificó por última vez en 2016.
- Kentucky clasificó por última vez en 2015.
- Dakota del Norte clasificó por última vez en 2014.
- Utah clasificó por última vez en 2013.
- Nevada rompe con una racha de clasificaciones que mantenía desde 2018.
- Distrito de Columbia, Hawái, Ohio y Oklahoma rompen con una racha de clasificaciones que mantenían desde 2019.

## Candidatas
51 candidatas compitieron por el título:
(En la tabla se utiliza su nombre completo, los sobrenombres van entrecomillados y los apellidos utilizados como nombre artístico, entre paréntesis; fuera de ella se utilizan sus nombres «artísticos» o simplificados).
| Estado/Territorio    | Candidata                          | Edad | Puesto            | Residencia            |
| -------------------- | ---------------------------------- | ---- | ----------------- | --------------------- |
| Alabama              | Alexandria Flanigan                | 24   |                   | Alabama               |
| Alaska               | Madison Lea Edwards                | 24   |                   | Anchorage             |
| Arizona              | Cassidy Jo Jacks                   | 27   |                   | Mesa                  |
| Arkansas             | Stephanie Barber                   | 22   |                   | Denton, TX            |
| California           | Sabrina Lewis                      | 24   |                   | Sharpsburg, GA        |
| Carolina del Norte   | Madison Alexis Bryant              | 24   | Top 8             | Fayetteville          |
| Carolina del Sur     | Marley D'Lynn Stokes               | 23   | Top 8             | Lexington             |
| Colorado             | Olivia Lorenzo                     | 20   |                   | Lake in the Hills, IL |
| Connecticut          | Amanda Torchia                     | 25   |                   | Waterbury             |
| Dakota del Norte     | Caitlyn Vogel                      | 20   | Primera Finalista | Minot                 |
| Dakota del Sur       | Caroline Pettey                    | 26   | Top 16            | Rapid City            |
| Delaware             | Drew Naomi Sanclemente             | 25   |                   | Odessa                |
| Distrito de Columbia | Sasha Perea                        | 27   |                   | Richmond, VA          |
| Florida              | Ashley Ann Cariño Barreto          | 26   | Segunda Finalista | Kissimmee             |
| Georgia              | Cora Lynn Griffen                  | 24   |                   | Columbus              |
| Hawaii               | Allison Carol Nanea Chu            | 26   |                   | Honolulu              |
| Idaho                | Katarina Schweitzer                | 26   |                   | Boise                 |
| Illinois             | Sydni Dion Bennett                 | 20   | Tercera Finalista | Algonquin             |
| Indiana              | A'Niyah Birdsong                   | 26   |                   | Anderson              |
| Iowa                 | Katherine Marie «Katie» Wadman     | 21   |                   | Omaha, NE             |
| Kansas               | Gracelyn Marie «Gracie» Hunt       | 22   | Top 16            | Overland Park         |
| Kentucky             | Ellen Elizabeth «Elle» Smith       | 23   | Miss USA 2021     | Germantown            |
| Luisiana             | Tanya Lea Crowe                    | 27   | Top 16            | Amite City            |
| Maine                | VeronicaIris Bates                 | 21   |                   | Portland              |
| Maryland             | Layilah Ayesha Nasser              | 26   | Top 8             | Montgomery            |
| Massachusetts        | Sarah Oliveira DeSouza             | 25   |                   | Dracut                |
| Michigan             | Taylor Mackenzie Dickens Hale      | 26   |                   | Detroit               |
| Minnesota            | Katarina Spasojevic                | 20   |                   | Minnetonka            |
| Misisipi             | Bailey Mae Anderson                | 22   | Top 16            | Hurley                |
| Misuri               | Joye Forrest                       | 25   |                   | Spanish Lake          |
| Montana              | Jami Linnea Forseth                | 23   |                   | Huntley               |
| Nebraska             | Erika Jordan Etzelmiller           | 23   | Top 16            | Lincoln               |
| Nevada               | Kataluna Patricia Enriquez         | 27   |                   | Las Vegas             |
| Nueva Jersey         | Celinda Ortega                     | 26   |                   | Fair Lawn             |
| Nueva York           | Briana L. Siaca                    | 27   |                   | Islip                 |
| Nuevo Hampshire      | Taylor Marie Fogg                  | 26   |                   | Colorado Springs, CO  |
| Nuevo México         | Christa Schafer                    | 26   |                   | Las Cruces            |
| Ohio                 | Nicole Wess                        | 22   |                   | Cincinnati            |
| Oklahoma             | Albreuna Dominique Gonzaque        | 27   |                   | Warr Acres            |
| Oregón               | Allison Elizabeth Cook             | 27   |                   | Klamath Falls         |
| Pensilvania          | Sydney Jane Robertson              | 24   |                   | Williamsport          |
| Rhode Island         | Karly Rae Laliberte                | 26   |                   | Pawtucket             |
| Tennessee            | Elizabeth Graham Pistole           | 20   | Top 16            | Franklin              |
| Texas                | Victoria Alejandra Hinojosa        | 23   | Top 8             | McAllen               |
| Utah                 | Jessica Kathleen «JessiKate» Riley | 24   | Top 16            | Provo                 |
| Vermont              | Joanna Leigh Nagle                 | 27   |                   | Colchester            |
| Virginia             | Christina Marie Thompson           | 25   | Top 16            | Lynchburg             |
| Virginia Occidental  | Alexis Bland                       | 22   |                   | Parkersburg           |
| Washington           | Christine Brodie                   | 25   |                   | Seattle               |
| Wisconsin            | Samantha Catherine Keaton          | 20   |                   | Milwaukee             |
| Wyoming              | Mackenzie Leigh Kern               | 21   |                   | Casper                |

## Datos acerca de las delegadas
Algunas de las delegadas del Miss USA 2021 han participado, o participarán, en otros certámenes de importancia:
- Sasha Perea (Distrito de Columbia) participaron en Miss Mundo Estados Unidos 2016, se posicionó segunda finalista.
- Allison Chu (Hawái) participaron sin éxito en Miss Estados Unidos 2017.
- Marley Stokes (Carolina del Sur), Jami Forseth (Montana) y Erika Etzelmiller (Nebraska) participaron en Miss Teen USA 2016. Solamente, Stokes se posicionó segunda finalista.
- Sydni Dion Bennett (Illinois) y Mackenzie Kern (Wyoming) participaron en Miss Teen USA 2018. Solamente, Bennett se posicionó tercera finalista.
- Caitlyn Vogel (Dakota del Norte) participaron en Miss Teen USA 2019, se posicionó primera finalista.
- Allison Cook (Oregón) participó sin éxito en Miss Estados Unidos 2014.
- Christina Thompson (Virginia) participaron en Miss Teen USA 2013 como Nuevo Jersey, se posicionó Top 16.
- Sidney Jane Robertson (Pensilvania) participó en Miss Teen USA 2014, se posicionó segunda finalista.

Algunas de las delegadas nacieron o viven en otro país al que representarán, o bien, tienen un origen étnico distinto:
- Madison Edwards (Alaska) es del estado de Virginia Occidental.
- Cassidy Jacks (Arizona) y Caroline Pettey (Dakota del Sur) es del estado de Alabama.
- Stephanie Barber (Arkansas) y Samantha Catherine Keaton (Wisconsin) es del estado de Texas.
- Amanda Torchia (Connecticut) tienen ascendencia italiana y afgana.
- Sasha Perea (Distrito de Columbia) tienen ascendencia Afro-Colombiana.
- Ashley Cariño (Florida) nació en Puerto Rico, tienen ascendencia Afro Puertorriqueñaa.
- Allison Chu (Hawái) tienen ascendencia chinesa.
- Katie Wadman (Iowa) y Christine Brodie (Washington) y sus madres es filipina. Este Brodie nació en Filipinas.
- Gracie Hunt (Kansas) nació en estado de Alabama, y radica en el estado de Texas.
- Sarah DeSouza (Massachusetts) tienen ascendencia brasilera, y es la primera generación brasilera-americana.
- Katarina Spasojevic (Minnesota), tienen ascendencia serbia, y es la primera generación serbia-americana.
- Kataluna Enriquez (Nevada) tienen ascendencia filipina.
- Taylor Fogg (Nuevo Hampshire) es del estado de Colorado.
- Celina Ortega (Nuevo Jersey) tienen ascendencia Afro-Dominicana.

Otros datos significativos de algunas delegadas:
- Sasha Perea (Distrito de Columbia), Ashley Cariño (Florida), Celina Ortega (Nuevo Jersey), tienen ascendencia Afro-Latina.
- Allison Chu (Hawái) es hermana de Miss Hawaii USA 2018 Julianne Chu.
- Gracie Hunt (Kansas) es hija de Tavia Shackles, Miss Kansas USA 1993, quien participó en Miss USA 1993 se posicionó segunda finalista y proprietario y director ejuctivo Kansas City Chiefs Clark Hunt.
- Tanya Crowe (Luisiana) pertenece al grupo de porristas de New Orleans Saints Cheerleader.
- Joye Forrest (Misuri) es el anterior al grupo de Laker Girls.
- Kataluna Enriquez (Nevada) es la primera transgénera mujer en concursar en Miss USA.
- Victoria Hinojosa (Texas) es la nieta del miembro anterior Cámara de Representantes de los Estados Unidos Rubén Hinojosa.
- Christina Thompson (Virginia) es hija de Hallie Bonnell, Miss Ohio USA 1987.